# Mario Streit
Mario Streit, född den 14 april 1967 i Rathenow i Tyskland, är en östtysk roddare.
Han tog OS-silver i tvåa med styrman i samband med de olympiska roddtävlingarna 1988 i Seoul.